# Żuławy Gdańskie

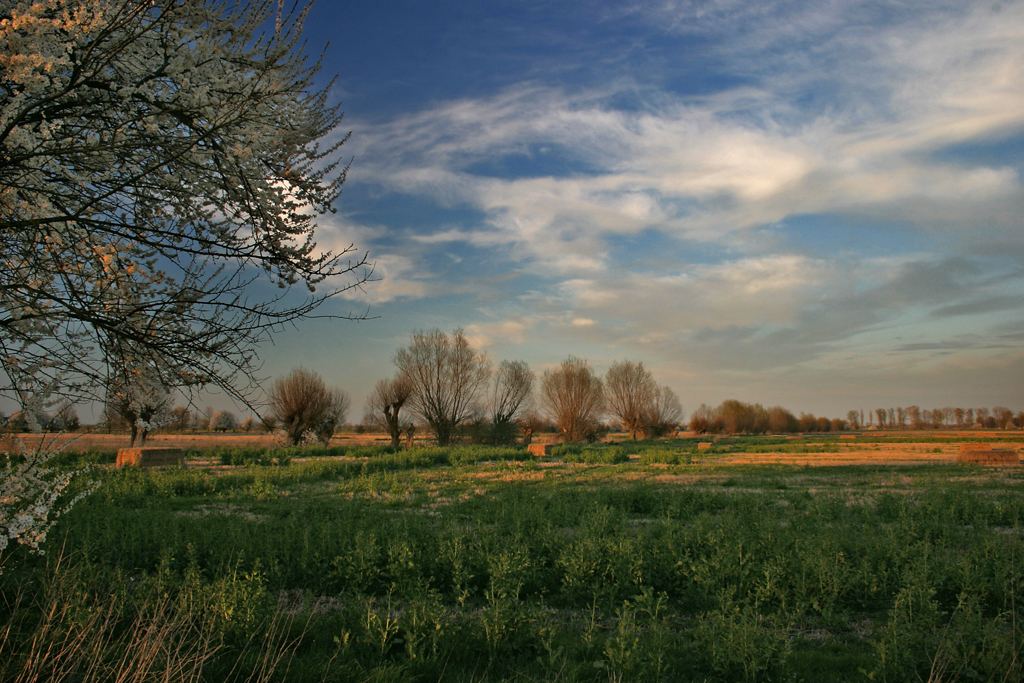
Żuławy Gdańskie – okolice Krzywego Koła

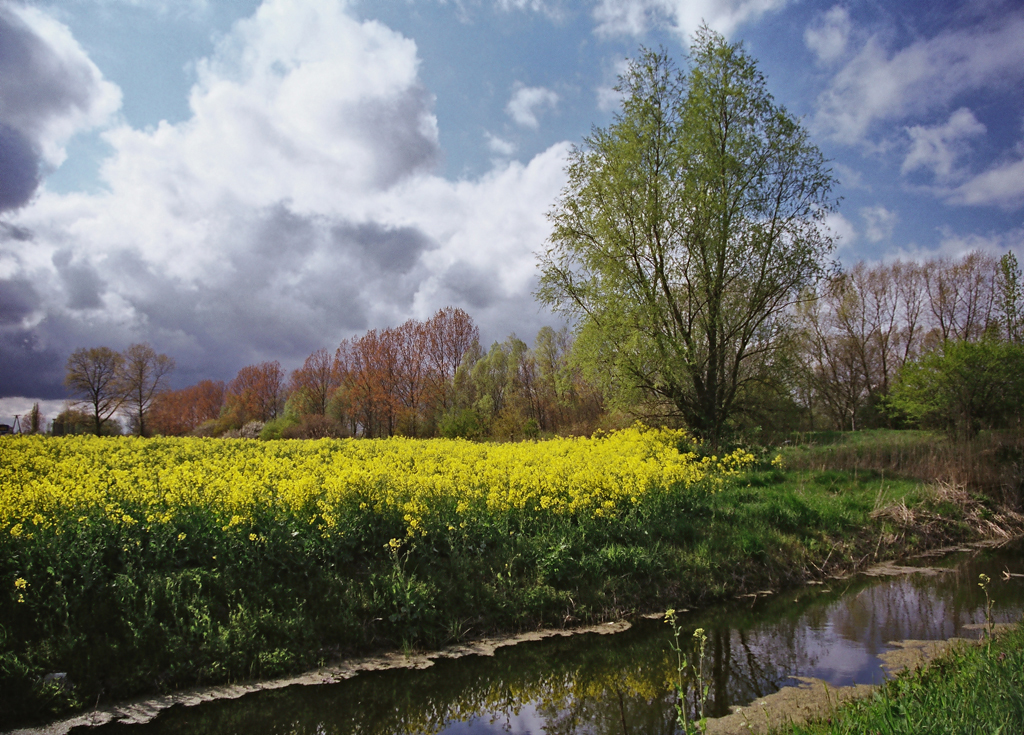
Żuławy Gdańskie – okolice Przejazdowa

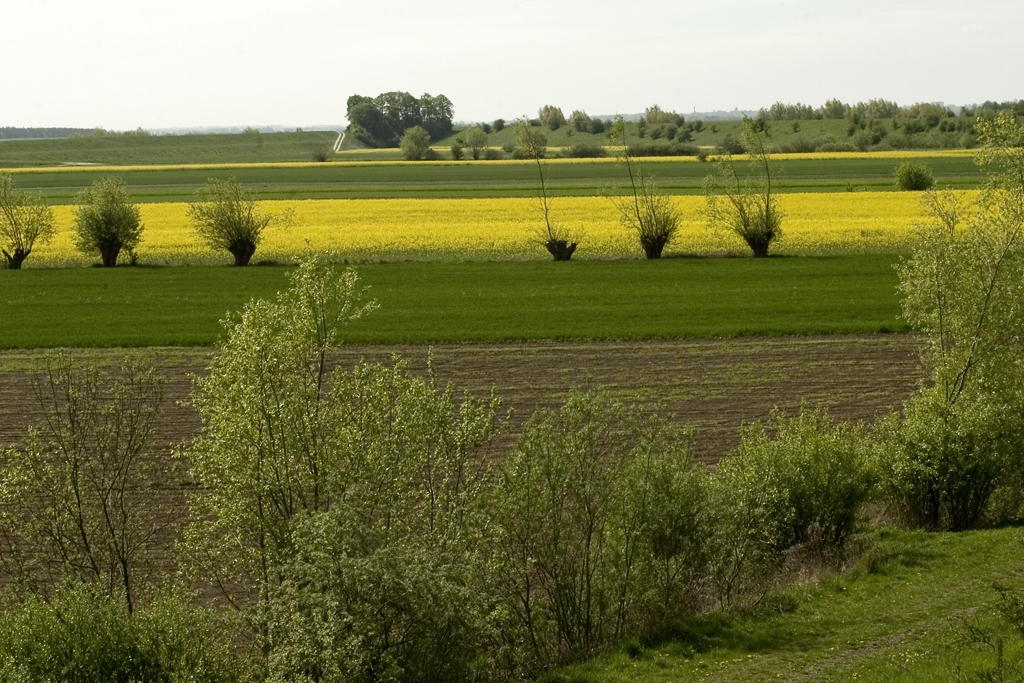
Żuławy Gdańskie – okolice Steblewa

Żuławy Gdańskie (dawniej Żuławy Steblewskie, łac. Minor Indsula, niem. Danziger Werder, dawniej Kleines Werder) – położone na lewym brzegu Wisły, w równinie deltowej, są częścią Żuław Wiślanych.

## Ludność
Ponad 45 000 mieszkańców, obszar ten jest dość słabo zaludniony.
Do największych miejscowości należą: Pruszcz Gdański, Pszczółki, Cedry Wielkie, a także południowo-wschodnie przedmieścia Gdańska.

## Warunki przyrodnicze
Rejon ten jak i reszta Żuław jest nizinny, w wielu miejscach występują depresje.
Gleby są żyzne.
Teren jest poprzecinany licznymi rowami i kanałami obok których rosną typowe dla Żuław wierzby. Najdłuższe kanały to Kozi Rów Duży i Mały, Piaskowy, Śledziowy i Wysoki.
Główne rzeki: Motława, Radunia, Czarna Łacha.

## Roślinność
Rośliny występujące na Żuławach to:
- wawrzynek wilczełyko
- widłak jałowcowaty
- konwalia majowa
- kruszyna pospolita
- marzanka wonna

A nawet niewystępujące na terenach niskich:
- podrzeń żebrowiec
- tojad dzióbaty

## Gospodarka
Ludność zajmuje się głównie hodowlą zwierząt domowych oraz uprawą warzyw i zbóż paszowych.
W Pruszczu Gdańskim rozwinął się przemysł maszynowy i spożywczy.
Przez obszar przechodzą: linia kolejowa do Gdyni, drogi krajowe: droga krajowa nr 1 i droga krajowa nr 7, a także biegnąca tędy do lat 70. XX wieku linia kolei wąskotorowej Gdańsk-Giemlice (Gdańska Kolej Dojazdowa).

## Historia
Na terenie Pruszcza Gdańskiego ok. I-IV wieku n.e. istniała osada kupiecka będąca częścią bursztynowego szlaku, do której podobno przybywali m.in. rzymscy kupcy.
Już za czasów słowiańskich istniały na tym terenie osady. Osadnictwo w tym rejonie rozwijało się słabo w obawie przed powodziami. Najstarsza wzmianka o wiosennej powodzi na Żuławach pochodzi z 1328, kiedy to Wisła przerwała wały i zalewając Żuławy Gdańskie, dotarła aż do Gdańska. Kolejne tragiczne powodzie notowano w latach 1526, 1540, 1543, 1829, 1840, 1855 i 1888. Najtragiczniejszą była powódź z kwietnia 1829, kiedy to sięgający aż do Wisłoujścia zator lodowy spowodował wezbranie wód, w wyniku czego wały w rejonie Steblewa pękły na długości kilkuset metrów. W samym Gdańsku pod wodą znalazło się około 75 procent obszaru miasta, w tym Stogi, Nowy Port i Brzeźno; na niektórych jego kwartałach poziom wody sięgał pierwszego piętra. Mieszkańcy wsi Wisłoujście znaleźli schronienie w twierdzy. Woda dotarła do nieistniejącego dziś jeziora Zaspa, przez które przelała się i znalazła ujście w rejonie Brzeźna. Liczbę ofiar szacuje się na kilkadziesiąt. Z kolei powódź z 1888 przyniosła zalanie 900 km² oraz straty w wysokości 30 mln marek.
Po drugim rozbiorze Żuławy Gdańskie wcielono z Gdańskiem i resztą Żuław Wiślanych do Prus.
Podczas dwudziestolecia międzywojennego stanowiły część Wolnego Miasta Gdańska. Granica polsko-gdańska znajdowała się na południe od Pszczółek. Po II wojnie światowej przypadły Polsce.

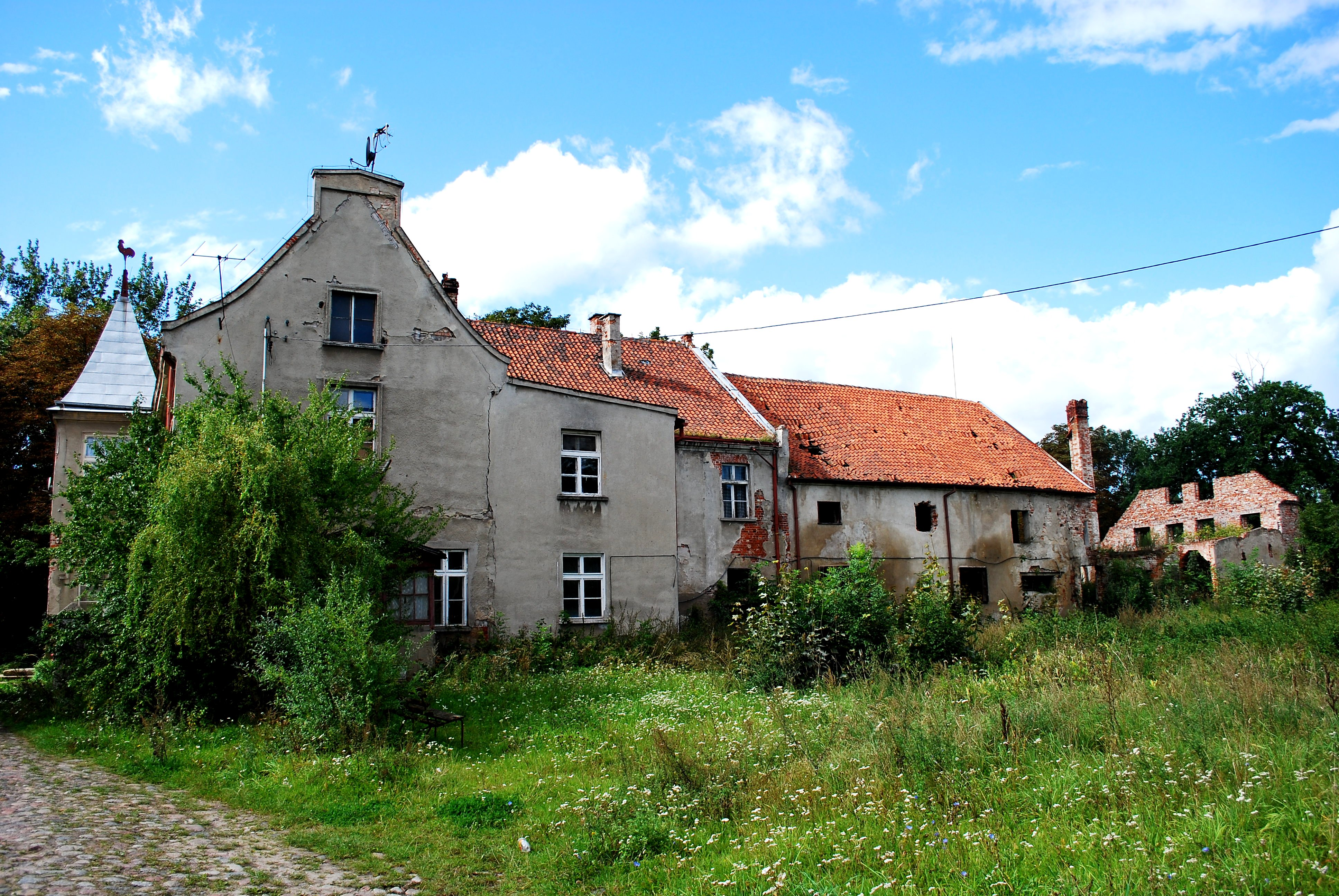
Przebudowany zamek we wsi Grabiny-Zameczek

## Zabytki
XV-wieczny zamek krzyżacki znajdujący się we wsi Grabiny-Zameczek.
W Pruszczu Gdańskim kościół pod wezwaniem Krzyża Świętego wzniesiony około 1367 roku, domy mieszkalne z XIX wieku. W okolicy liczne znaleziska archeologiczne (głównie z okresu wpływów rzymskich, I-IV w. n.e.), związane ze szlakiem bursztynowym.
Inne zabytki to: ruiny kościoła w Steblewie, dom podcieniowy w Trutnowych z (1720), ruiny kościoła w Wocławach, wiatrak holenderski w Pszczółkach.